# Mažoretka
Mažoreta je plesalka, ki vrti mažoretno palico. Mažoretna palica je kovinska palica, ki je na eni strani otežena z večjo, na drugi pa z manjšo bunko. Poznamo dve vrsti mažoretk: twirling mažoretke pogosto plešejo s pompomom in so aktivne tudi kot navijačice, klasične mažorete pa vrtijo palico. V Sloveniji delujeta Mažoretna zveza Slovenije (MZS) in Nacionalni mažoretni ansambel. Mažoretke pogosto plešejo ob godbi, lahko pa ob kateri koli glasbi. Znana slovenska mažoretna skupina so Trebanjske mažorete. Mažorete imajo tudi svoje državno prvenstvo (Državno prvenstvo MZS). Obstajajo mažorete, ki delujejo tudi drugod po svetu.